# Skåne megye
Skåne megye (svédül: Skåne län) Svédország legdélebbi megyéje. Szomszédai Halland, Kronoberg és Blekinge megyék. Keleten, nyugaton és délen a Balti-tenger és az Öresund-szoros határolja.

## Tartomány
A megye határai közel ugyanazok, mint a történelmi Skåne tartomány határai. 1997-ben a korábbi Malmöhus és Kristianstad megyéket összevonták Skåne néven.

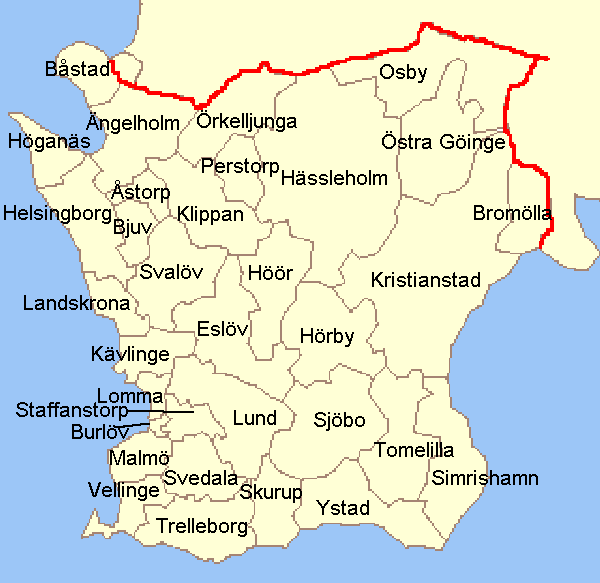

## Községek
1. Bjuv
2. Bromölla
3. Burlöv
4. Båstad
5. Eslöv
6. Helsingborg
7. Hässleholm
8. Höganäs
9. Hörby
10. Höör
11. Klippan
12. Kristianstad
13. Kävlinge
14. Landskrona
15. Lomma
16. Lund
17. Malmö
18. Osby
19. Perstorp
20. Simrishamn
21. Sjöbo
22. Skurup
23. Staffanstorp
24. Svalöv
25. Svedala
26. Tomelilla
27. Trelleborg
28. Vellinge
29. Ystad
30. Åstorp
31. Ängelholm
32. Örkelljunga
33. Östra Göinge

## Települések
A megye tíz legnépesebb települése (2010):
1. Malmö, 280 415
2. Helsingborg, 97 122
3. Lund, 82 800
4. Kristianstad, 35 711
5. Landskrona, 30 499
6. Trelleborg, 28 290
7. Ängelholm, 23 240
8. Hässleholm, 18 500
9. Ystad, 18 350
10. Eslöv, 17 748

## Címer
A megye címere ugyanaz, mint a tartományé, annyi különbséggel, hogy a színek fel vannak cserélve. Ha a korona is rajta van, akkor a Megye Adminisztrációs Bizottságát jelöli.

## Népesség
| Lakosok száma | 1 306 951 | 1 344 689 | 1 362 164 | 1 377 827 | 1 389 336 | 1 402 425 | 1 414 324 | 1 421 781 | 1 427 499 |
|               | 2016      | 2017      | 2018      | 2019      | 2020      | 2021      | 2022      | 2023      | 2024      |